# Giovanni Arrighi
Giovanni Arrighi (Milán, 7 de julio de 1937 - Baltimore, 18 de junio de 2009), fue un economista y sociólogo italiano especializado en economía política. Se considera uno de los máximos representantes de las teorías de los ciclos económicos. Sus trabajos han sido traducidos a más de quince lenguas.

## Datos biográficos y académicos
Arrighi nació en el seno de una familia de madre burguesa y cuyo padre -hijo de ferroviario- trabajó en la fábrica de su futuro suegro. El padre abandonó la fábrica de su suegro para montar una fábrica que Arrighi, una vez muerto su padre, debió cerrar. La situación crítica de esa empresa motivo el inicio de sus estudios en económicas, pero el pensamiento neoclásico dominante no le sirvió de ninguna ayuda para llevar las riendas de la empresa.
Obtuvo el grado de Doctor en económicas en 1960 en la Universidad de Milán. Después de unos años como profesor partió a África en 1963. Primero estuvo en la University College of Rodesia -actualmente Zimbabue- y después en la University College of Dar es Salaam, durante estas estancias estudio e investigó sobre el desarrollo de África. En esta época construyó los argumentos fundamentales acerca de cómo el mercado de trabajo afectaba al desarrollo del colonialismo y los movimientos de liberación nacional. Fue entonces cuando se encontró con Immanuel Wallerstein, con quien llegará a colaborar en diversos proyectos de investigación.
Después de su vuelta a Italia en 1969, Arrighi y otros formaron el Grupo Gramsci en 1971. En el año 1979 Arrighi, junto a Wallerstein y Terence Hopkind -profesor de sociología en el Fernand Braudel Center- se unieron para el Estudio de la Economía, los Sistemas Históricos y las Civilizaciones en la SUNY Binghamton. Fue entonces cuando el Fernand Braudel Center llegó a conocerse como el principal núcleo de estudio y análisis de las Teorías del sistema-mundo atrayendo a estudiantes de todo el planeta.
Aunque intelectualmente se considera que concluye el trabajo de Immanuel Wallerstein, él tiende a dar mayor importancia a sus últimos trabajos sobre el desplazamiento del poder económico al este asiático. Él se reconoce influenciado por Adam Smith, Max Weber, Karl Marx, Antonio Gramsci, Karl Polanyi, y Joseph Schumpeter.
Fue profesor de sociología en la Universidad Johns Hopkins desde 2008 hasta su fallecimiento.
Diagnosticado de un cáncer en julio de 2008 falleció el 18 de junio de 2009 en Baltimore, Estados Unidos. Su discípula Beverly Judith Silver continúa con su obra. Tuvo un hijo, de nombre Andrea.

## Teoría de los ciclos económicos
En El largo siglo XX [1994] y Caos y orden en el sistema-mundo moderno [1999], escrito con Beverly J. Silver, Arrighi reinterpreta la historia del capitalismo como una serie de alternancias entre 'expansiones materiales' o productivas y 'expansiones financieras'. 
Los ciclos económicos históricos constituyen una teoría tratada por numerosos autores. Se considera al ruso Nikolái Kondrátiev (1892-1938) el fundador de la teoría del ciclo económico largo. El divulgador de la teoría de Kondrátiev fue Joseph Alois Schumpeter (1883-1950).
Desde la teoría crítica y el materialismo histórico diversos autores han tratado los ciclos económicos y sus consecuencias sociopolíticas mundiales, aparece en la teoría del tiempo histórico de ciclo largo de Fernand Braudel (1902-1985), y en los trabajos conjuntos de Georges Modelski y William R. Thompson.
La influencia de la perspectiva del sistema-mundo de Wallerstein hace que la teoría de los ciclos de Arrighi pueda considerarse la más completa. Básicamente analiza los grandes ciclos de acumulación de capital que se iniciarán con posterioridad al imperio español y portugués, concretamente en las ciudades-estado italianas del norte donde comienza, para Arrighi, el primer mercantilismo o capitalismo mercantil. Pero serán tres países los que sean capaces de crear y usar en su beneficio una red de comercio y finanzas por todo el mundo: Holanda, Reino Unido y Estados Unidos. Cada uno de ellos tiene su ciclo de hegemonía y cada ciclo tiene una primera fase de expansión comercial, una fase de expansión financiera y una última de crisis y lucha hegemónica con otra potencia que resultará a la postre ganadora.
En los últimos años, junto con su discípulo Beverly J. Silver -profesor de sociología en la Universidad Johns Hopkins-, publicó numerosos artículos.

## Obra

### Libros
- 1967 The Political Economy of Rhodesia.

- 1973 Essays on the Political Economy of Africa.

- 1978 Geometry of Imperialism.

- 1982 Dinámica de la crisis global (traducción 1999).

- 1985 Semiperipheral Development: The Politics of Southern Europe in the Twentieth Century.

- 1989 Antisystemic Movements.

- 1990 Transforming the Revolution: Social Movements and the World System.

- 1994 El largo siglo XX (traducción 1999).
- 1999 Caos y orden en el sistema-mundo moderno (traducción 2001).

- 2003 The Resurgence of East Asia: 500, 150 And 50 Year Perspectives.

- 2007 Adam Smith en Pekín. Orígenes y fundamentos del siglo XXI. Akal, ISBN 978-84-460-2735-5.

### Artículo en revistas y capítulos de libros desde 2001
- Workers North and South (con B.J. Silver) in C. Leys and L. Panich, eds., The Socialist Register 2001. London: The Merlin Press, 2000. Reprinted (abridged) in L. Amoore, ed., The Global Resistance Reader. London and New York: Routledge, 2005.

- Braudel, Capitalism and the New Economic Sociology, Review, XXIV, 1, 2001.

- Capitalist development in World-historical Perspective", (con J. Moore). In R. Albritton, M. Itoh, R. Westra, A. Zuege, (eds.) Phases of Capitalist Development: Booms, Crises and Globalization. London: Macmillan, 2001.

- Capitalism and World Dis (order) (con B. J. Silver), Review of International Studies, XXVII, 2001.

- Global Capitalism and the Persistence of the North-South Divide, Science and Society, LXIV, 4, 2001.

- The African Crisis. World Systemic and Regional Aspects. New Left Review II/15 (mayo-junio de 2002) (traducido al español, 2002).

- Lineages of Empire. Historical Materialism 10, 3, 2002. Reprinted in In G. Balakrishnan, ed., Debating Empire. London & New York: Verso, 2003 (traducido al español, 2002)

- Industrial Convergence, Globalization, and the Persistence of the North-South Divide. Studies in Comparative International Development 38: 1 (2003) (con B.J. Silver and B.D. Brewer).

- Response. Studies in Comparative International Development 38: 1 (2003) (con B.J. Silver and B.D. Brewer).
- The Social and Political Economy of Global Turbulence New Left Review II/20 (March-April 2003), (Traducción al español, 2003)

- Kindai Sekai Shisutem no Keisei to Henyou ni okeru Hegemonii Kokka no Yakuwari (The Role of Hegemonic States in the Formation and Transitions of the Modern World-System). In T. Matsuda and S. Akita, eds., Hegemonii Kokka to Sekai Shisutem (Hegemonic States and the Modern World-System). Tokyo: Yamakawa Publishing Company, 2002.

- Historical Capitalism East and West (with P.K. Hui, H. Hung, and M. Selden). In G. Arrighi, T. Hamashita and M. Selden, eds. The Resurgence of East Asia: 500, 150 and 50 Year Perspectives. London and New York: Routledge, 2003.

- Global Inequalities and the Legacy of Dependency Theory. Radical Philosophy Review 5: 1-2 (2002/2003).

- Polanyi’s ‘Double Movement’: The Belles Epoques of British and US Hegemony Compared (con B.J. Silver). Politics and Society 31: 2 (2003)

- Poza hegemoniami zachodnimi (con I. Ahmad and M. Shih). Lewa Noga 15 (2003)

- Hegemony and Antisystemic Movements. In I. Wallerstein, ed., The Modern World-System in the Longue Duree. Boulder, Co: Paradigm Publishers, 2004

- Globalization in World-Systems Perspective. In R. Appelbaum and W. Robinson, eds., Critical Globalization Studies. New York and London: Routledge, 2005

- Hegemony Unraveling–I. New Left Review II/32 (marzo-abril de 2005)

- Hegemony Unraveling–II. New Left Review II/33 (mayo-junio de 2005)

- Rough Road to Empire. In F. Tabak, ed., Allies as Rivals: The U.S., Europe, and Japan in a Changing World-System. Boulder, Colorado: Paradigm Press, 2005.

- States, Markets and Capitalism, East and West'. En M. Miller, ed. Worlds of Capitalism. Institutions, Economic Performance, and Governance in the Era of Globalization. London: Routledge, 2005

- Industrial Convergence and the Persistence of the North-South Industrial Divide: A Rejoinder (con Beverly Silver and Benjamin D. Brewer). Studies in Comparative International Development, 2005